# Chris Raab
Chris Raab, även känd som Raab Himself (egentligen Christopher Raab), född 21 maj 1980 i Willow Grove, Pennsylvania, är en amerikansk skådespelare, som är medlem i CKY-gänget. 
Han fick sitt smeknamn av sin nära vän Bam Margera. De blev vänner i East High school i West Chester, Pennsylvania. Raab blev senare utslängd från skolan, på grund av att han kletat avföring på några skolskåp. Efter att Raab avslutat inspelningen av Viva La Bam bestämde han sig för att gå tillbaka till Shippensburg-universitetet i Pennsylvania för att avsluta sin utbildning.

## Filmografi
- CKY: Landspeed (1999)
- CKY2K (2000)
- Jackass (2000)
- Don't Try This at Home: The Steve-O Video (2001)
- CKY Documentary (2001)
- CKY 3 (2001)
- Jackass: The Movie (2002)
- CKY 4: Latest & Greatest (2002)
- Haggard (2002)
- CKY: Infiltrate, Destroy, Rebuild (2003)
- Viva La Bam (2003-2006)
- Where The Fuck Is Santa? (2008)